# Bystřec
Bystřec (německy Waltersdorf) je obec v okrese Ústí nad Orlicí v Pardubickém kraji. Žije zde přibližně 1 100 obyvatel.

## Historie
První písemná zmínka o vesnici pochází z roku 1227 jako majetek Kojaty Hrabišice, který jej odkázal bratřím Sezemovi a Milotovi. Název Waltersdorf byl pravděpodobně odvozen od jména Walter německého lokátora. V roce 1304 ves patřila k lanšperskému panství a král Václav II. ji postoupil Zbraslavskému klášteru. Roku 1402 se připomíná zástavní držitel Jan z Brandýsa, který podle archeologických nálezů obýval zdejší tvrz, jež zpustla během 2. poloviny 15. století a zanikla po třicetileté válce. Tvrziště na pahorku bylo zlikvidováno při úpravě tanečního parketu a vodní příkop při vybudování koupaliště v letech 1964–1965.

### Exulanti
V době pobělohorské, hlavně během slezských válek, emigrovaly z náboženských důvodů celé rodiny do pruského Slezska. Z obce Bystřec uprchli (někteří přes městečko Münsterberg v pruském Slezsku, jiní už dříve – před rokem 1742) tito evangelíci:
- Adam Kristek (24. prosince 1714 – 2. srpna 1785 Český Rixdorf)
- Jan Kristek (19. listopadu 1716 – 23. října 1776 Český Rixdorf)
- Pavel Kyral (29. června 1695 – 18. října 1782 Český Rixdorf)
- Anna Vašíčková (březen 1737 – 20. srpna 1777 Český Rixdorf)

## Obyvatelstvo
| Rok            | 1869  | 1880  | 1890  | 1900  | 1910  | 1921  | 1930  | 1950  | 1961  | 1970  | 1980  | 1991  | 2001  | 2011  | 2021  |
| -------------- | ----- | ----- | ----- | ----- | ----- | ----- | ----- | ----- | ----- | ----- | ----- | ----- | ----- | ----- | ----- |
| Počet obyvatel | 1 565 | 1 573 | 1 530 | 1 421 | 1 456 | 1 400 | 1 421 | 1 089 | 1 032 | 1 018 | 1 042 | 1 064 | 1 043 | 1 097 | 1 121 |
| Počet domů     | 245   | 249   | 259   | 266   | 267   | 267   | 288   | 295   | 276   | 274   | 288   | 370   | 372   | 384   | 411   |

## Obecní správa

### Obecní symboly
Znak a vlajka byly obci uděleny rozhodnutím předsedy Poslanecké sněmovny Parlamentu České republiky dne 7. května 1997.

## Pamětihodnosti
- Kostel svatého Jakuba Staršího – empírový kostel z let 1827–1832.
- Kaple Nejsvětější Trojice
- Socha svatého Jana Nepomuckého
- Přírodní památka Čenkovička
- Středověká zaniklá tvrz - Okrouhlé tvrziště obklopené vodním příkopem. První zmínka o vsi Waltersdorf je r. 1304, kdy celé panství získal zbraslavský klášter. Tvrz není uváděna, lze předpokládat, že vznikla ve 14. století v rámci kolonizace panství. Existenci tvrze v 14. stol. dokládají i archeologické nálezy.

## Osobnosti
- František Uher (1825–1870) – právník a ztroskotanec, hlavní postava povídky a filmu Batalion.
- Hugo Vaníček (1906–1995) – důstojník duchovní služby čsl. armády, roku 1949 propuštěn z armády, v 50. letech internován

## Zajímavost
- Lidová pověst spojuje vznik vsi s rytířem Walterem jako zakladatelem tvrze.